# Криви Дол
Криви Дол (мкд. Криви Дол) је насеље у Северној Македонији, у средишњем делу државе. Криви Дол је село у саставу општине Штип.

## Географија
Криви Дол је смештен у средишњем делу Северне Македоније. Од најближег града, Штипа, насеље је удаљено 10 km северозападно.
Насеље Криви Дол се налази у историјској области Овче поље. Око насеља се пружа поље под ораницама и виноградима. Надморска висина насеља је приближно 320 метара.
Месна клима је блажи облик континенталне због близине Егејског мора (жарка лета).

## Становништво
Криви Дол је према последњем попису из 2002. године имао 50 становника.
Већинско становништво су Власи (52%), док су мањина етнички Македонци (48%).
Претежна вероисповест месног становништва је православље.